# Хусити
Хуситство је био реформистички покрет, који је заговарао католички свештеник Јан Хус тражећи далекосежне реформе у Римокатоличкој цркви које су биле спојене са Хусистичком револуцијом у годинама 1415–1436. Модерна историја о његовом значају води дискусије.
Његов оснивач Јан Хус био је под утицајем Џона Вилклифа енглеског теолога а делом и покрета валденсера. За време револуције хусиста јавили су се три главне струје: радикална „таборити“, централна „оребити“ који су после Жишкове смрти названи „сиротковиа“ и мирни из града Прага.

## Историја
У страху од Мађара, Чеси су се починили Немцима, који су међу западним Словенима вршили мисије католичанства и вршили колонизацију. Средњовековна Чешка је била краљевина (од 1158. године) у саставу Светог римског царства. Чешки краљ Карло IV Луксембуршки постао је немачки цар 1346. године. За време његове владавине (до 1378. године) Чешка је била центар Светог римског царства. Желећи да Праг учини престоницом царства богато га је украсио и снажно утврдио.
У Прагу је 1348. године основан први универзитет у царству. На њега су, посредством Чеха који су студирали у Оксфорду, стигле идеје Џона Виклифа. Он је сматрао да је једини ауторитет хришћанства Библија, у којој нема утемељења за њено богатство и помпезност католичких свештеника, као ни продаја опроштајница грехова, као и да проповед треба да се обавља на народном језику. Чешки професори су те идеје углавном прихватили, а немачки одбацили. Теолошки конфликт је тако добио одлике националног сукоба. Немачки професори су напустили Прашки универзитет, чији је ректор постао Јан Хус. Покрет за реформацију цркве се са универзитета проширио, међу племством, нижим свештенством и сељацима. Јан Хус је оптужен за јерес, осуђен и спаљен 6. јула 1415. године у Констанци. Хусове присталице су после његовог погубљења дигле верски устанак у Чешкој и почели са потеривањем католичког свештенства. Истовремено, хусити су били међусобно подељени у више групација са различитим верским тумачењима. Године 1420. поглавар католичке цркве Папа Мартин V прогласио је крсташки рат против хусита. Папа и цар су у периоду од 1420. до 1431. године организовали 5 ратних похода, али без коначног успеха. На крају је миром у Јихлави 1436. године дозвољена аутономија чешке хуситске цркве.
Покрет хусита наишао је на одобравање у Србији. Хус је био веома близак православном хришћанству, као и босанским богумилима. Када је Јан Хус је је жив спаљен на ломачи од стране инквизитора католичке цркве, у Београду 1877. године одржана је Света литургија у „Цркви Вазнесења Господњег” пред великим бројем верника. Након богослужења, народ је поздравио беседу ђакона Фирмилијана, који је том приликом рекао: „Када су западни народи у средњем веку живели штетним животом, како за душу тако и за тело, и за морални напредак и за душевни развој, онда чешком народу је претила опасност, што је црним словима уписано у историју чешког краљевства. Али баш у то време појавио се међу нашом браћом велики учитељ истине и морала, велики поборник и заштитник основне и изворне хришћанске вере у лику Јована Хуса, који је и достојан присталица Православља и стога значајан у нашем црквена историја. Он је, ипак, страшни непријатељ корупције, који је уздрмао моћ римске сујете до темеља“. После литургије и беседе крштено је двадесет и седам Чеха „који су намеравали да пређу у православну веру”. Чин крштења извршио је архиепископ Нестор.
Наследници Хусове идеје желели су и да се административно придруже православљу. Хуситски изасланик Константин Анђелица отишао је у Цариград да разговара са званичницима Цариградске патријаршије о пријему Хуситске цркве у окриље Православне цркве, иако у то време још није дошло до расцепа на источно и западно хришћанство. Међутим, пад Цариграда онемогућио је хуситску цркву православљу.

## Хуситски ратови
Вест о смрти краља Вацлава 1419. године покреће велико незадовољство међу племством Бохемије (Чешке) и Моравске. Револуција се шири земљом: велики број цркава и манастира је уништено, а црквена имовина је заплењена од стране хуситског племства. Жигмунд Луксембуршки је могао повратити своје краљевство само силом оружја. Папа Мартин V је позвао католике да крену у поход против Хусита, што је проузроковало следећих дванаест година ратовања.
Хусити у почетку ратују дефанзивно, али након 1427. су преузели офанзиву. Поред својих верских циљева, су се борили за националне интересе Чеха. Умерене и радикалне странке су се ујединиле и они не само да су одбили нападе крсташа, него су успели да пређу границе у суседне земље.